# Wolfgang Boos
Pour les articles homonymes, voir Boos.
Temple de la renommée allemand : 1988
Wolfgang Boos (né le 13 janvier 1946 à Füssen) est un ancien joueur professionnel allemand de hockey sur glace.

## Carrière
Boos commence sa carrière au ESV Kaufbeuren en 1963. Après quatre saisons, il vient en 1967 au Düsseldorfer EG. Avec cette équipe, il devient champion d'Allemagne en 1972 et en 1975. Il fait partie de l'équipe d'Allemagne qui remporte la médaille de bronze aux Jeux olympiques de 1976.
Après sa carrière de joueur de hockey, il devient joueur de tennis dans la catégorie séniors et participe à des compétitions régionales autour de Düsseldorf, tout en étant fonctionnaire de la ville.
Il est le père de Tino Boos.

## Palmarès
- Champion d'Allemagne : 1972, 1975.
- Médaille de bronze aux Jeux olympiques de 1976.